# Saint-Pierre-en-Val
Saint-Pierre-en-Val è un comune francese di 1 144 abitanti situato nel dipartimento della Senna Marittima nella regione della Normandia.

## Società

### Evoluzione demografica
Abitanti censiti